# Coney Weston
Coney Weston – wieś w Anglii, w hrabstwie Suffolk. Leży 40 km na północny zachód od miasta Ipswich i 118 km na północny wschód od Londynu.